# Sully-sur-Loire
Sully-sur-Loire – miejscowość i gmina we Francji, w Regionie Centralnym, w departamencie Loiret.
Według danych na rok 1990 gminę zamieszkiwało 5806 osób, a gęstość zaludnienia wynosiła 133 osoby/km² (wśród 1842 gmin Centre, Sully-sur-Loire plasuje się na 60. miejscu pod względem liczby ludności, natomiast pod względem powierzchni na miejscu 133.).

## Historia
Rozwój miasta datuje się na X wiek, kiedy pojawia się jako ważny węzeł komunikacyjny. Zniszczone po raz pierwszy w 1563, później w 1621. W czasie II wojny światowej zniszczenia spowodowane walkami o most prowadzący do miasta w 1940 i bombardowaniami miasta w 1944 dotknęły ok. 70% zabudowy.

## Miasta partnerskie
- Béthune
- Bradford-on-Avon